# Urceola xylinabariopsoides
Urceola xylinabariopsoides är en oleanderväxtart som först beskrevs av Ying Tsiang, och fick sitt nu gällande namn av D. J. Middleton. Urceola xylinabariopsoides ingår i släktet Urceola och familjen oleanderväxter. Inga underarter finns listade i Catalogue of Life.